# Dubbelpedaalharp

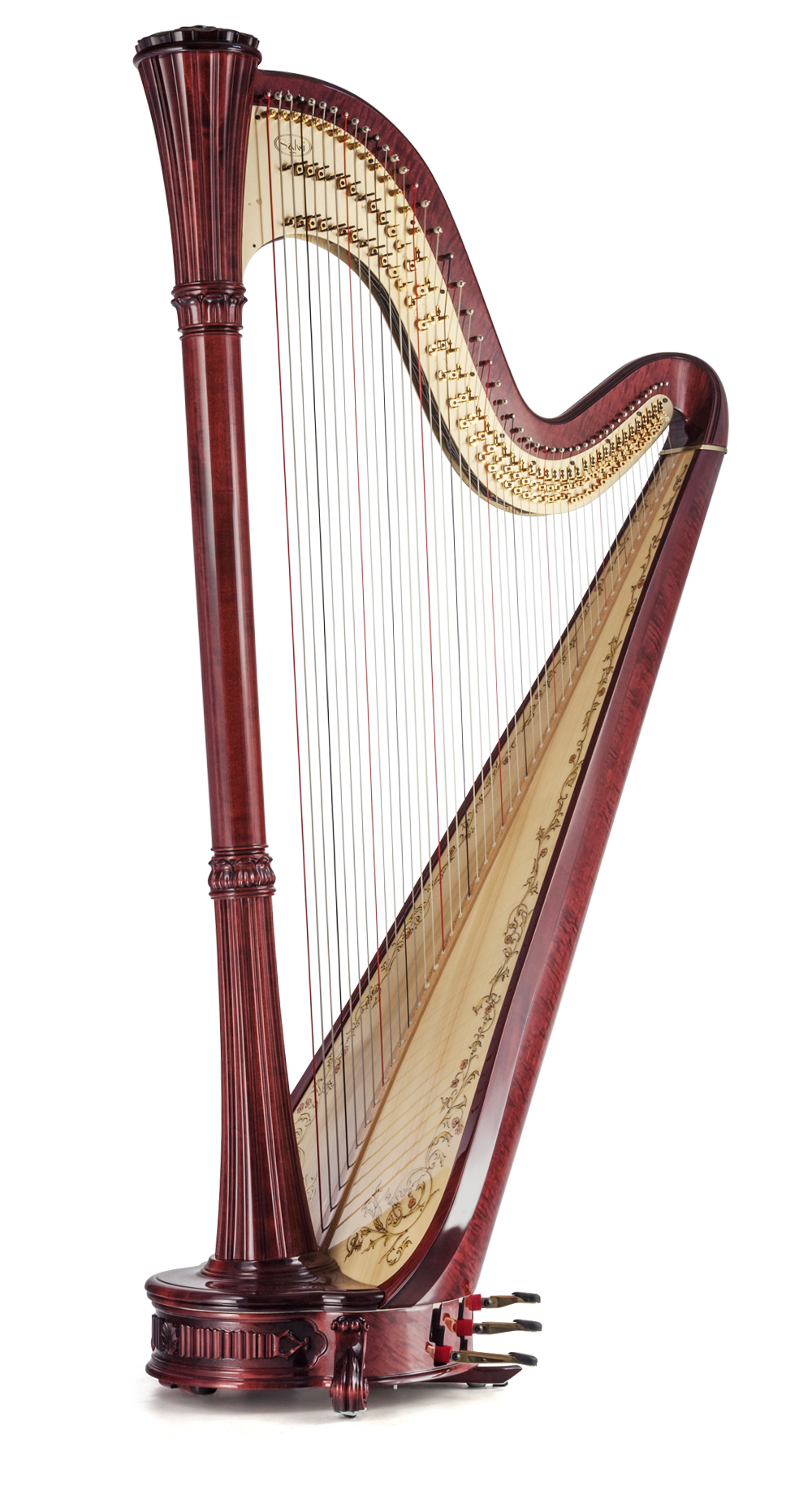
Dubbelpedaalharp

De dubbelpedaalharp is de verbeterde vorm van de enkelpedaalharp. Hierop kan met pedalen elke noot met een halve toon worden verlaagd of verhoogd door de pedaal naar boven of beneden te verzetten.
Dit type harp werd in 1810 door de Franse harpbouwer Sébastien Erard uitgevonden om de harp aan te passen aan de modulerende muziek zonder dat er een extra rij snaren moest worden aangebracht, zoals bij de chromatische harp.
De dubbelpedaalharp is doorgaans de meest bespeelde harp voor gevorderde harpisten (vaak beginnen harpisten met een goedkopere Keltische harp). In praktisch alle grotere symfonische orkesten is deze harp terug te vinden.

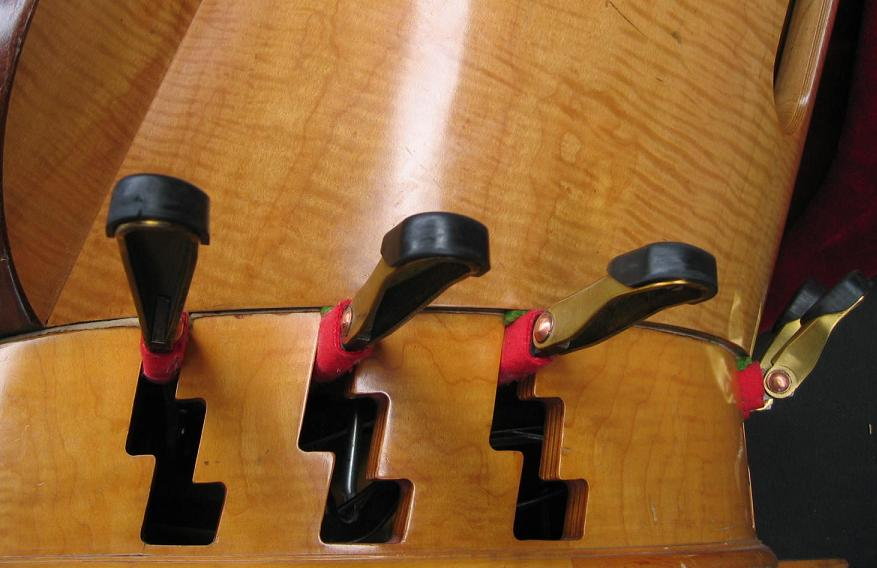
Driestanden-pedaal